# Pendulum (gruppo musicale)
I Pendulum sono un gruppo musicale rock elettronico e drum and bass australiano formatosi nel 2002 a Perth per iniziativa di Rob Swire, Gareth McGrillen e Paul "El Hornet" Harding.
Fin dall'inizio il gruppo ha mostrato una grande elasticità in campo compositivo e musicale, sapendosi esprimere in diverse sperimentazioni musicali che oltre alla drum and bass hanno spaziato fra trance, breakbeat e dubstep. Mentre con Hold Your Colour hanno fatto outing come combo di musica elettronica, con i successivi In silico e Immersion, i loro lavori hanno assunto una maggiore componente rock a tal punto da essere considerati come un gruppo musicale a tutti gli effetti. Da lì, la formazione del gruppo si è allargata fino a comprendere sei musicisti, acquisendo una fama sempre maggiore in campo musicale internazionale e guadagnando una notevole considerazione da parte del pubblico.
I Pendulum sono inoltre noti per le loro esibizioni dal vivo, caratterizzate da un uso massiccio di luci ed effetti speciali, puntando molto sull'improvvisazione dal vivo e proponendo spesso remix e cover di brani famosi.

## Storia del gruppo

### Primi anni (2003-2004)

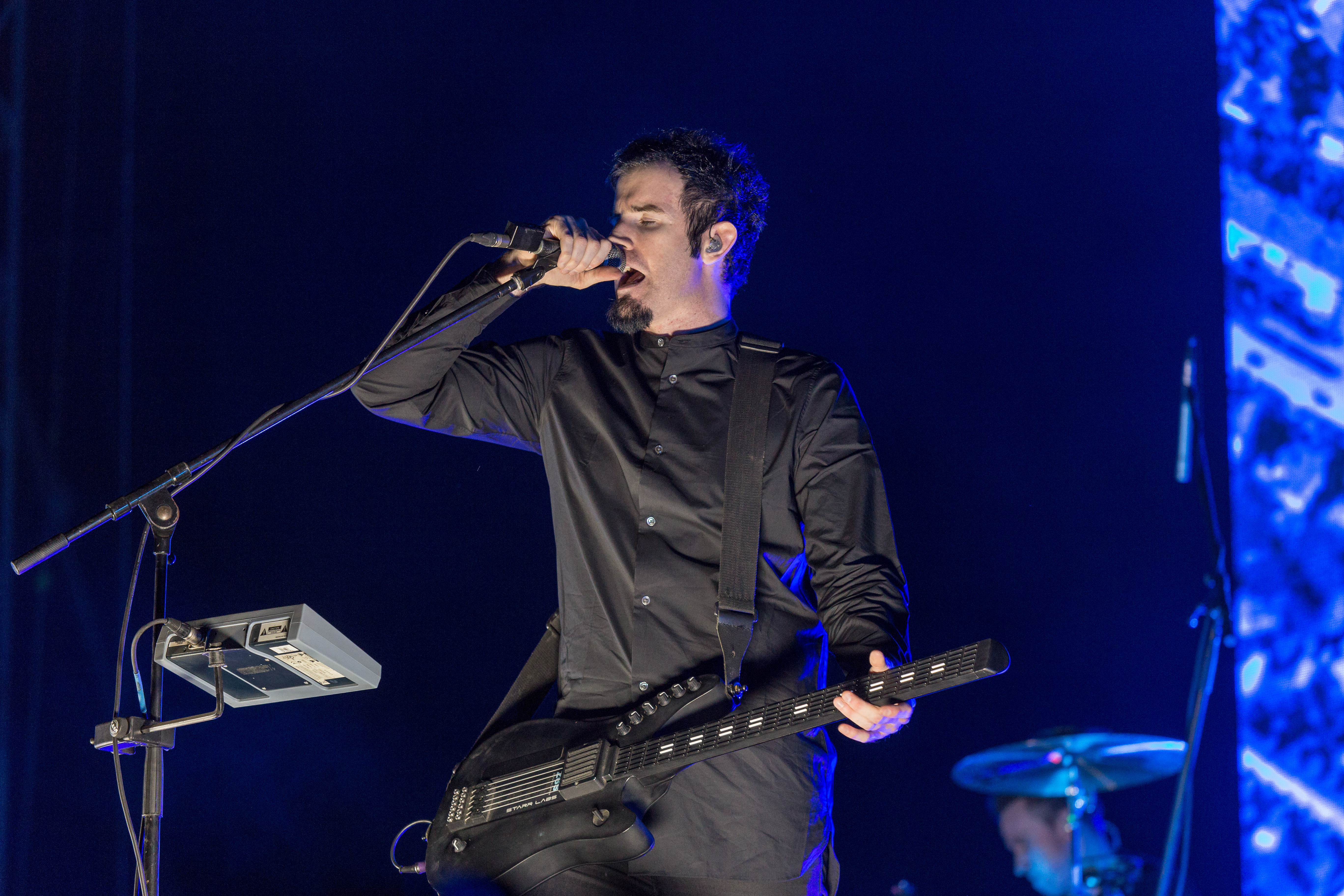
Rob Swire, frontman e principale compositore del gruppo

I Pendulum si formarono nel 2002 a Perth, in Australia, per iniziativa di Rob Swire, Gareth McGrillen e Paul "El Hornet" Harding. Il loro primo brano, intitolato Vault, venne pubblicato come lato A all'interno dell'EP Kingz of the Rollers EP Volume Three, pubblicato dalla 31 Records nel 2003. Nello stesso anno venne realizzato il brano Trial of Sevens, pubblicato nella raccolta Paranoia EP della Renegade Hardware, e il singolo Spiral, distribuito in via promozionale il 10 luglio 2003. Al termine dell'anno il trio si trasferì nel Regno Unito, unendosi al roster dell'etichetta discografica indipendente Breakbeat Kaos fondata dai DJ Adam F e DJ Fresh.
Il 23 febbraio 2004 i Pendulum pubblicarono il doppio singolo Another Planet/Voyager, il primo ad essere entrato nelle classifiche britanniche, debuttando in vetta nella Official Dance Singles Chart. Ad esso fecero seguito Spiral, distribuito per il commercio a partire dal 1º marzo 2004, l'inedito Toxic Shock, incluso nella raccolta The Sideshow EP - Chapter One uscita il 22 marzo attraverso la Freak Recordings, e il doppio singolo Back 2 You/Still Grey, distribuito dalla Timeless Recordings.
Durante l'estate dello stesso anno il trio realizzò un remix del brano Submarines di DJ Fresh (incluso come lato B dell'omonimo singolo) e l'inedito Minds Eye, inserito nella raccolta Skool of Hard Knocks della Renegade Hardware. Nel mese di ottobre parteciparono alla raccolta Jungle Sound - The Bassline Strikes Back! di Adam F e DJ Fresh con alcuni brani inediti e remixati.

### Hold Your Color(2005-2007)
Il 25 luglio 2005 i Pendulum pubblicarono l'album di debutto Hold Your Colour, anticipato dal doppio singolo Tarantula/Fasten Your Seatbelt e promosso dal brano Slam, divenuto il primo nella carriera del gruppo ad entrare nella Top 40 della Official Singles Chart britannica. Hold Your Colour è stato pubblicato anche in versione LP, la quale contiene tutti i brani mai pubblicati in precedenza. L'album si guadagnò un'enorme considerazione da parte del pubblicò e ricevette numerose critiche positive soprattutto in Regno Unito e in Australia, divenendo uno dei dischi drum and bass più venduti di tutti i tempi, insieme a New Forms di Roni Size. 225 000 copie di Hold Your Colour furono vendute solo nel Regno Unito.
Nello stesso periodo il gruppo ha realizzato un remix del singolo Voodoo People dei The Prodigy, estratto successivamente come unico singolo dalla raccolta Their Law: The Singles 1990-2005.
Nel 2007 Hold Your Colour è stato ripubblicato con la sostituzione dei brani Another Planet e Still Grey con Blood Sugar e Axle Grinder. Il 25 maggio 2008 l'album entrò per la prima volta nelle prime 40 posizioni della Official Albums Chart britannica, raggiungendo la diciassettesima posizione il 26 agosto dello stesso anno.

### In silico(2008-2009)

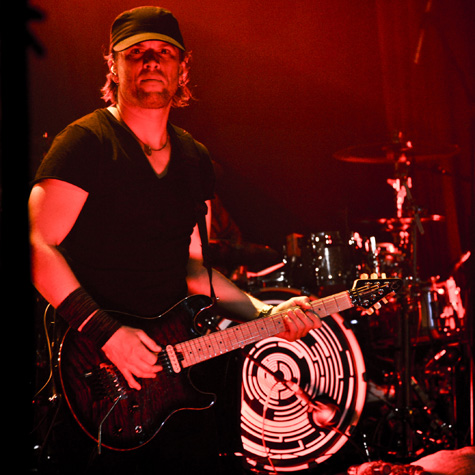
Peredur ap Gwynedd, chitarrista dal 2006

Nel maggio del 2008 viene pubblicato il secondo album In silico, il quale segna un sostanziale cambiamento rispetto al precedente Hold Your Colour. Con questo album, il gruppo infatti incorpora all'interno della propria musica elementi tendenti all'hard rock e al punk rock, mantenendo pur sempre il proprio background drum and bass. Aumenta la presenza di brani cantati, da diventare facilmente accessibili ad un pubblico più ampio. La differenza con il precedente debutto, sta nel fatto che in Hold Your Colour vennero raccolti gran parte dei lavori precedentemente prodotti dai tre disc jockey australiani, mentre In silico è stato concepito e realizzato come un album vero e proprio. Dal disco vennero estratti quattro singoli, tra cui Propane Nightmares, il quale raggiunse la nona posizione della classifica britannica dei singoli.
Nel corso del 2008, i Pendulum hanno tenuto una serie di concerti per supportare l'album, esibendosi in diversi festival europei e intraprendendo i loro primi tour nell'America del Nord. Verso la fine dell'anno si sono esibiti nuovamente in Europa, tenendo due concerti al Brixton Academy il 4 e il 5 dicembre 2008. Questi ultimi due concerti sono stati successivamente immortalati nell'album dal vivo Live at Brixton Academy, pubblicato verso l'estate del 2009. Ritornano in tour per l'Europa nel 2009 quando annunciano per la prima volta il lavoro al loro terzo album in studio.

### Immersione la pausa (2010-2012)

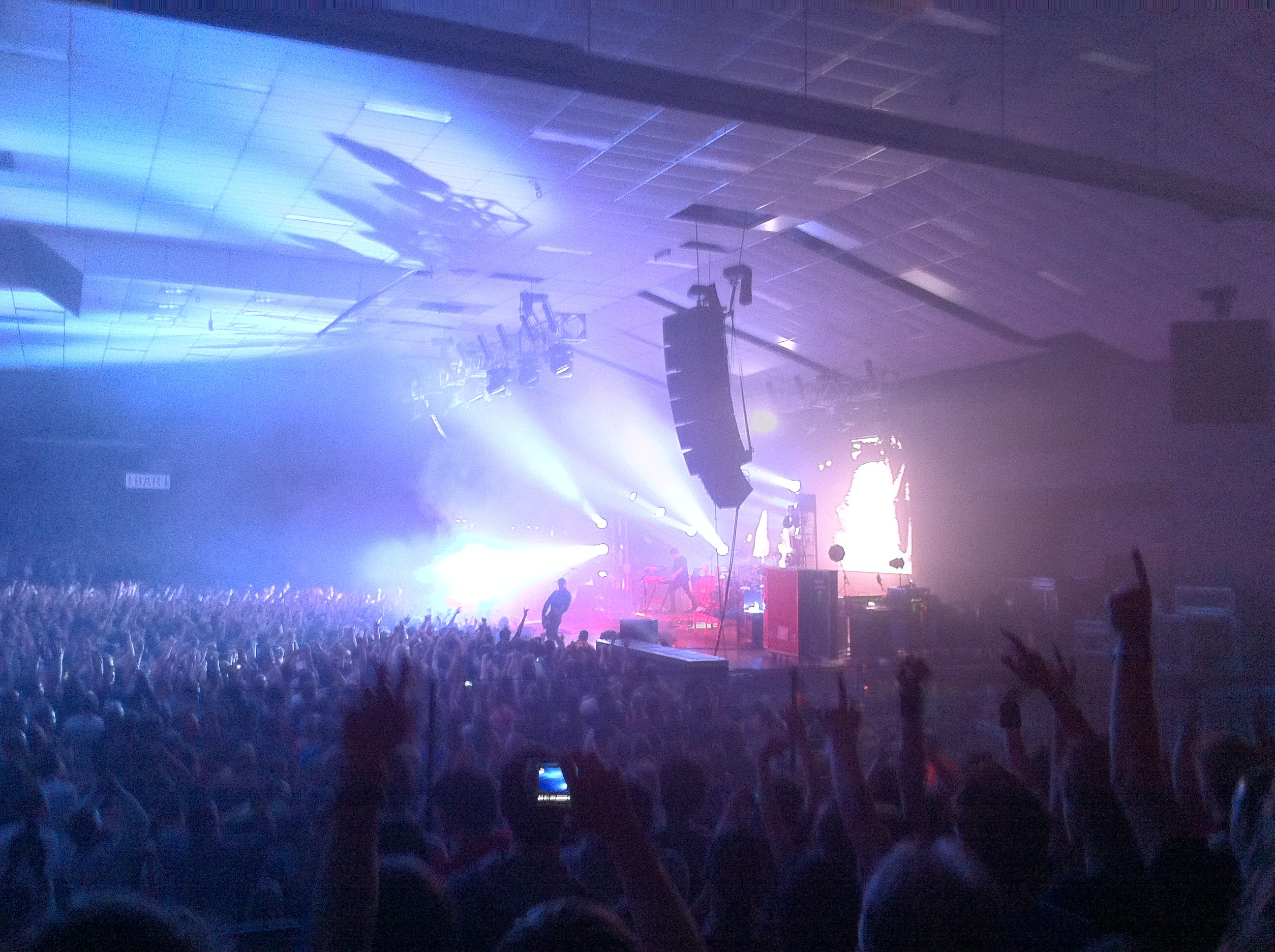
I Pendulum in concerto a Melbourne nel 2010

Dopo un tour tenutosi nel mese precedente, nel gennaio del 2010 i Pendulum hanno annunciato tramite il loro sito internet l'uscita del loro nuovo album Immersion, anticipato da un evento dal vivo al Matter di Londra il 22 di tale mese. L'evento è stato trasmesso in live streaming sul proprio sito web.
Poco tempo tempo le radio britanniche hanno iniziato a trasmettere il brano inedito Salt in the Wounds, che il gruppo sottolineò non essere un singolo ufficiale del disco. L'8 marzo seguente è stato reso disponibile per l'ascolto in anteprima su BBC Radio 1 Watercolour, estratto come primo effettivo singolo del disco il 30 aprile e anticipato dal relativo video musicale il 31 marzo. Watercolour ha inoltre debuttato alla quarta posizione della classifica britannica dei singoli, divenendo così una delle hit più famose del gruppo. Il 1º aprile sono stati resi disponibili il download gratuito di Salt in the Wounds e il relativo video; il brano è stato successivamente reso disponibile per l'acquisto sull'iTunes Store britannico il 3 maggio.
Il 24 maggio è stato pubblicato il terzo album Immersion, che ha visto la partecipazione di Liam Howlett dei The Prodigy, del gruppo melodic death metal svedese In Flames e di Steven Wilson dei Porcupine Tree. Il disco ha ottenuto un enorme successo nel Regno Unito, debuttando in vetta alla Official Albums Chart, ed è stato promosso da una tournée britannica, tra cui un concerto soldout alla Wembley Arena di Londra, replicando a inizio dicembre seguente nelle principali arene britanniche. Nei primi mesi del 2011 il gruppo si è esibito nell'America del Nord inizialmente supportando i Linkin Park e successivamente anche attraverso alcune date da headliner. Nello stesso anno si sono esibiti anche al Festival di Glastonbury per poi fare ritorno in Australia.
Nella metà del 2011 McGrillen ha rivelato che i Pendulum avrebbero preso si sarebbero fermati per un po' di tempo, dando priorità ai vari side-project dei singoli componenti. Tra questi vi sono i Knife Party, creato da McGrillen stesso e Swire e che propone sonorità dubstep. La temporanea pausa si è tuttavia trasformata in indefinita nel giugno 2012, quando Swire ha rivelato che i Pendulum non avrebbero più tenuto esibizioni e i piani per un quarto album per il 2013 (le cui prime idee vennero abbozzate tra l'autunno 2010 e nel corso del 2011) sono stati cancellati; lo stesso ha aggiunto inoltre di dare priorità ai Knife Party in quanto si è dichiarato soddisfatto del crescente successo ottenuto con questi ultimi. Nonostante ciò, Verse e El Hornet hanno proseguito l'attività dal vivo con il nome Pendulum tenendo svariati DJ set in giro per il mondo.

### Attività parallele (2013-2015)

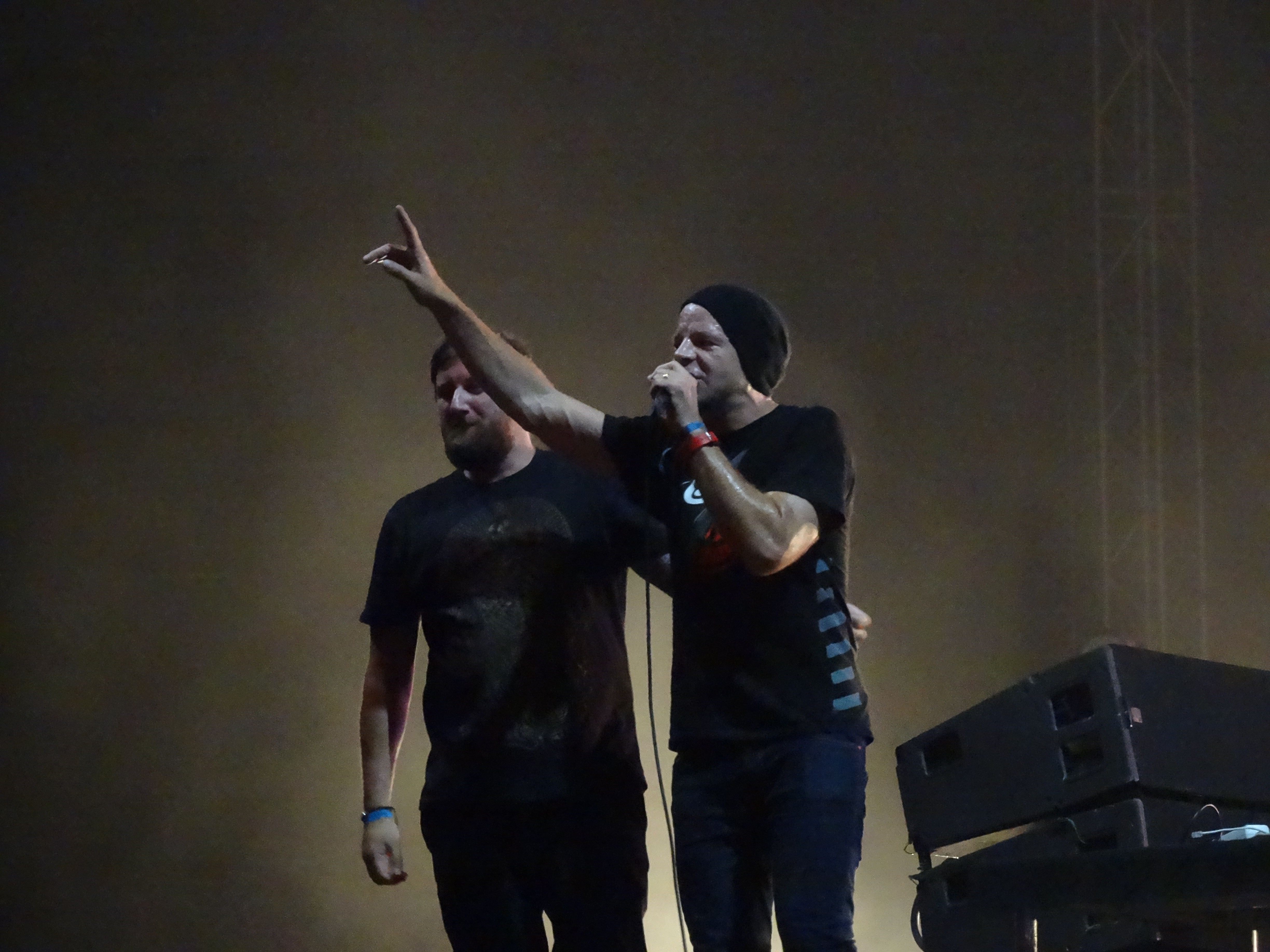
El Hornet e Ben Verse durante un DJ set a Mosca nel 2013

Il 22 agosto 2013 Swire ha affermato che probabilmente i Pendulum avrebbero pubblicato il quarto album nel corso dell'anno successivo, spiegando che sarebbe potuto uscire dopo quello dei Knife Party. Tuttavia, nel mese di dicembre del 2014, attraverso il sito reddit, il frontman ha rivelato di aver perso il proprio interesse verso i Pendulum e la drum and bass:
Durante l'ultima settimana di luglio 2015 i Pendulum hanno ricordato attraverso Twitter il decennale dall'uscita del primo album Hold Your Colour, mentre il 22 agosto, in occasione del DJ Set dei Pendulum al V Festival, Swire e McGrillen si sono riuniti a Verse e El Hornet dopo quattro anni dall'ultima loro esibizione con il gruppo.

### Il ritorno,The Reworks(2015-2018)
Il 16 dicembre 2015 il gruppo ha ufficializzato il suo ritorno sulle scene musicali, tenendo il primo concerto a Miami in occasione dell'Ultra Music Festival 2016. A seguito dell'evento hanno tenuto ulteriori concerti tra il 2016 e il 2017.
L'11 agosto 2017 Swire ha rivelato l'intenzione di fare il quarto album di inediti dicendosi stanco della scena EDM di quel periodo; intorno allo stesso periodo è stato annunciato che il gruppo avrebbe pubblicato nuova musica attraverso la propria etichetta indipendente Earstorm, terminando il rapporto con la Warner che si sarebbe occupata della sola distribuzione. Il 5 febbraio 2018 Ben Verse ha annunciato in via amichevole il suo abbandono dal gruppo dopo 11 anni di permanenza, mentre il 26 dello stesso mese è stata annunciata la pubblicazione dell'album di remix The Reworks, anticipata il 16 marzo dal remix di Hold Your Colour dei Noisia.

### ElementaleAnima(2020-presente)
Il 17 settembre 2020 i Pendulum hanno pubblicato i singoli Driver e Nothing for Free, segnando la prima uscita di materiale completamente inedito a distanza di circa dieci anni da Immersion; per il secondo brano è stato inoltre realizzato un video musicale diretto da Lewis Cater.
Il 15 aprile 2021 è stata la volta di un terzo singolo, Come Alive. Il mese seguente il gruppo ha annunciato l'EP Elemental, pubblicato il 17 giugno e comprensivo dei tre precedenti singoli e dell'inedito Louder Than Words con gli Hybrid Minds. Durante l'anno i soli Swire, McGrillen e El Hornet hanno intrapreso una breve tournée europea sotto il nome di Pendulum Trinity, durante il quale i tre artisti hanno tenuto DJ set in Europa.
Nel corso del 2022 hanno tenuto alcuni concerti, apparendo anche al Reading Festival dove hanno presentato alcuni inediti e collaborato con Rou Reynolds degli Enter Shikari a un remix di Sorry, You're Not a Winner di questi ultimi.
Tra giugno e settembre 2023 hanno reso disponibile i singoli Halo e Colourfast, il primo dei quali realizzato in collaborazione con i Bullet for My Valentine. Entrambi i brani hanno anticipato l'uscita dell'EP Anima, avvenuta il 3 novembre. Nello stesso anno hanno inoltre realizzato una cover di Anti-Hero di Taylor Swift per conto del programma radiofonico Like a Version di Triple J.

### Inertia(2024-presente)
Nel marzo 2024 il gruppo ha intrapreso una breve tournée di sei date tenute nelle principali arene britanniche, suonando una selezione dei loro principali successi nonché un inedito intitolato Napalm. Quest'ultimo è stato pubblicato come singolo il 21 agosto seguente e ha visto la partecipazione vocale del duo hip hop Joey Valance & Brae.
Il 27 maggio 2025 è stato annunciato il quarto album Inertia e presentato il secondo singolo Save the Cat. Il disco, che rappresenta il primo a distanza di 15 anni da Immersion, contiene anche tutti i brani dei precedenti EP Elemental e Anima (oltre a vari inediti) e sarà promosso da un'estesa tournée europea che avrà luogo in estate presso vari festival e in ottobre nei palazzetti.

## Formazione
Attuale
- Rob Swire – voce, guitar synth, sintetizzatore (2002-2012, 2015, 2016-presente)
- Gareth McGrillen – basso, cori, giradischi (2002-2012, 2015, 2016-presente)
- El Hornet – giradischi (2002-presente)
- Peredur ap Gwynedd – chitarra (2006-2012, 2016-presente)
- KJ Sawka – batteria (2010-2012, 2016-presente)

Ex-componenti
- Paul Kodish – batteria (2006-2009)
- Ben Verse – MC (2007-2018)

Turnisti
- Jakes – MC (2006-2007)
- Matt White – chitarra (2006)

## Discografia

### Album in studio
- 2005 – Hold Your Colour
- 2008 – In silico
- 2010 – Immersion
- 2025 – Inertia

### Album dal vivo
- 2009 – Live at Brixton Academy

### Album di remix
- 2018 – The Reworks